# Японская выдра
Японская выдра (лат. Lutra nippon) — вымерший вид выдр, обитавших на Японских островах.

## Таксономия

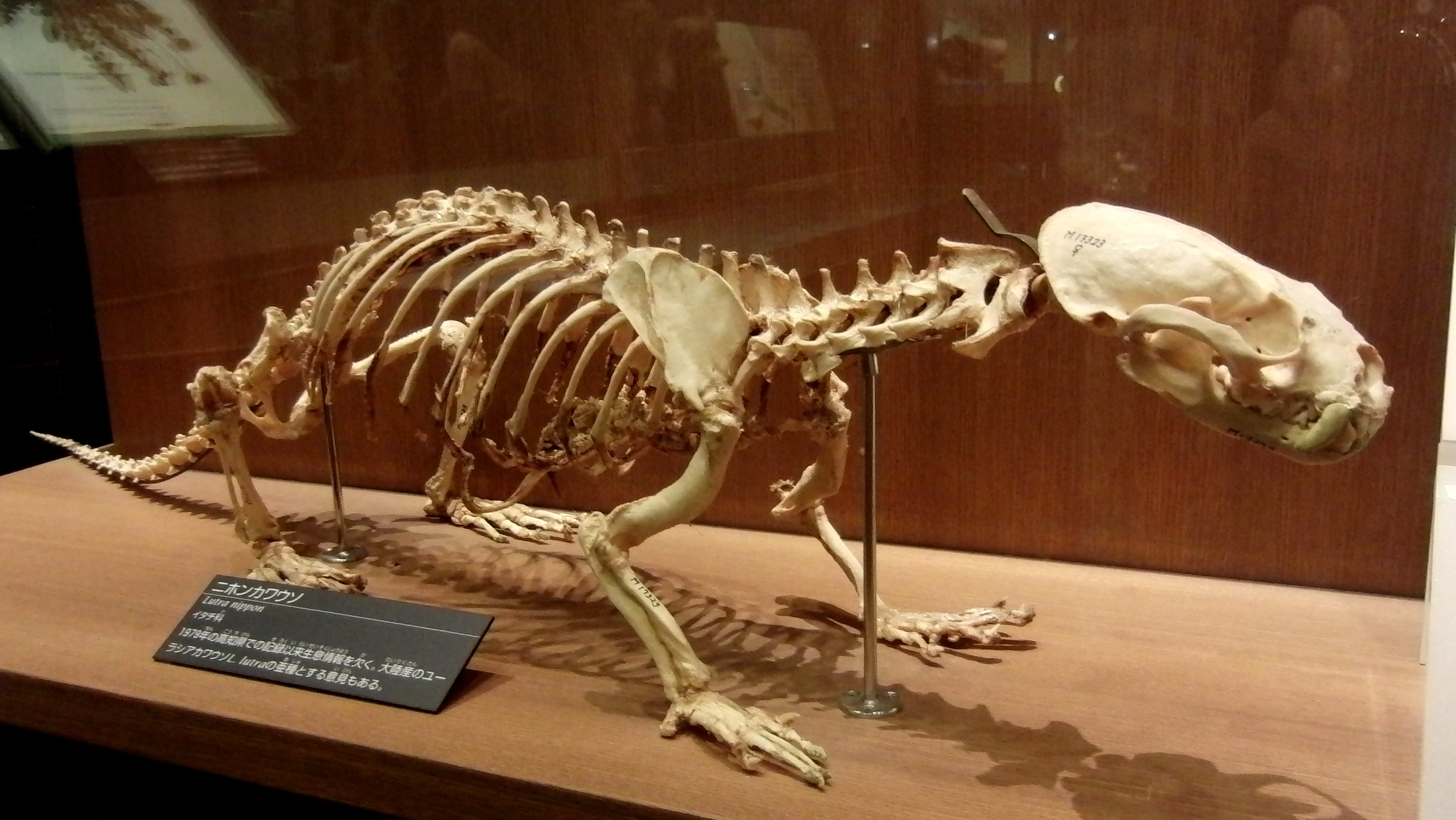
Скелет японской выдры, Национальный музей природы и науки

Традиционно японскую выдру классифицировали как подвид обыкновенной выдры, Lutra lutra whiteleyi. Тем не менее, типовой образец L. l. whiteleyi, вероятно, принадлежит представителю подвида L. l. lutra, что делает весь первый подвид младшим синонимом второго. Имайдзуми и Есиюки (1989) переописали японскую выдру как новый вид Lutra nippon; видовое название nippon означает «японская». К выводу о видовой самостоятельность пришли также Сузуки и соавторы (1996), сравнив последовательности гена цитохрома b из митохондриальной ДНК мумифицированного трупа японской выдры и обыкновенных выдр из Латвии и Китая. 
Японская выдра признана отдельным видом в 3-м издании известного среди териологов справочника Mammal Species of the World (2005). Однако из-за малого количества сведений не все авторы согласились с переклассификацией. Так, Рус и соавторы (2015, Красная книга МСОП) отметили, что таксономическое положение японской выдры ещё требует дальнейшего изучения и пока что её лучше рассматривать как подвид обыкновенной. В 2019 году Парк и соавторы обнаружили, что L. nippon находится за пределами клады L. lutra и поэтому рекомендовали рассматривать её как отдельный вид. Рекомендация была принята базой данных Американского общества маммологов (ASM Mammal Diversity Database).

## Описание
Основная окраска тела тёмно-коричневая. Щёки, губы, подбородок и горло серовато-белые.

## Экология
Кишечными паразитами являлись скребни Heterosentis plotosi.

## Охранный статус
В 1920-х годах широко распространен, но из-за чрезмерной охоты и изменения окружающей среды, связанного с экономическим развитием, популяция этой выдры постепенно уменьшалась. Последний раз была обнаружена на острове Сикоку в 1979 году, а в 2012 году Министерство окружающей среды Японии официально признало вид вымершим.

## Распространение
Вид встречался в Японии на островах Хоккайдо, Хонсю, Сикоку и Кюсю.